# Kacsamesék: Az elveszett lámpa kincse
A Kacsamesék: Az elveszett lámpa kincse (eredeti cím: DuckTales the Movie: Treasure of the Lost Lamp) 1990-ben bemutatott amerikai rajzfilm, amely az azonos című 1987-től 1990-ig vetített amerikai televíziós rajzfilmsorozat alapján készült. Az animációs játékfilm rendezője és producere Bob Hathcock. A forgatókönyvet Alan Burnett írta, a zenéjét David Newman szerezte. A mozifilm a Walt Disney Pictures és a Disney MovieToons gyártásában készült, a Buena Vista Pictures forgalmazásában jelent meg. Műfaja kalandos fantasy filmvígjáték.
Amerikában 1990. augusztus 3-án, Magyarországon 1991. május 24-én mutatták be a mozikban.

## Cselekmény
Dagobert bácsi hosszú keresés és kutatás után Csali baba, a híres rabló ruhás ládáját találja meg. Az egyik kabát zsebében egy titokzatos térképet találnak, aminek alapján kincsvadászatra indul a csapat. De nem csak a kacsák keresik a varázslatos kincset, de a kis csapatnak ügyes vetélytársa is akad. A közkedvelt sorozat izgalmas, önálló moziváltozata.

## Szereplők
| Szereplő       | Eredeti hang      | Magyar hang       | Leírás                                                                    |
| -------------- | ----------------- | ----------------- | ------------------------------------------------------------------------- |
| Dagobert bácsi | Alan Young        | Kenderesi Tibor   | Az öreg pénzéhes kacsa, a sorozat szereplője.                             |
| Dzsini         | Rip Taylor        | Maros Gábor       | A lámpa szelleme.                                                         |
| Merlock        | Christopher Lloyd | Kristóf Tibor     | A gonosz varázsló, aki a varázs talizmán segítségével átváltozik bármivé. |
| Niki           | Russi Taylor      | Pogány Judit      | Dagobert bácsi vörös ruhás unokaöccse.                                    |
| Viki           | Russi Taylor      | Pogány Judit      | Dagobert bácsi kék ruhás unokaöccse.                                      |
| Tiki           | Russi Taylor      | Pogány Judit      | Dagobert bácsi zöld ruhás unokaöccse.                                     |
| Webby          | Russi Taylor      | Balogh Erika      | Dagobert bácsi unokahúga a fiúk közül.                                    |
| Kvák kapitány  | Terence McGovern  | Dózsa László      | Dagobert bácsi pilótája.                                                  |
| Dijon          | Richard Libertini | Szerednyey Béla   | A kincskeresők tulajdonosa.                                               |
| Beakely néni   | Joan Gerber       | Győri Ilona       | Dagobert bácsi házvezetőnője.                                             |
| Eduháp         | Chuck McCann      | Sugár László      | Dagobert bácsi inasa.                                                     |
| Mrs. Featherby | June Foray        | Örkényi Éva       | Dagobert bácsi titkárnője.                                                |
| Kincskeresők   | Patrick Pinney    | Antal László      | mellékszereplők                                                           |
| Kincskeresők   | Charles Adler     | Soós László       | mellékszereplők                                                           |
| Polgármester   | Jack Angel        | Kisfalussy Bálint | mellékszereplők                                                           |

## Televíziós megjelenések
- M2 / M1
- TV2